# إلياس العماري
إلياس العَمّاري سياسي مغربي، من مواليد 1967 بإقليم الحسيمة منطقة الريف شمال المملكة المغربية. أنتخب أمينا عاما لحزب الأصالة والمعاصرة في يناير 2016، وانتخب رئيسا لجهة طنجة تطوان الحسيمة في تشريعيات أكتوبر 2015.

## مسيرته
ولد إلياس العماري سنة 1967 بدوار أمنود بمنطقة بني بوعياش بإقليم الحسيمة، وانخرط منذ شبابه المبكر في اليسار السياسي المغربي في وسط ريفي زخم بذكريات وقيم المقاومة وواقع التهميش من مجهودات التنمية. ويحمل إلياس جرحا في رأسه بسبب إصابة سببها له المعلم في القسم وهو صغير، بسبب تسميته البقرة ب”تافوناست” حين سأله المعلم عنها وهي مرسومة في السبورة، ولم يتجاوز مستواه الدراسي الرابعة ابتدائي ورواية أخرى تقول أن مستواه الأولى ثانوي بسبب الأحداث والملاحقات التي كانت تستهدف التلاميذ في ثمانيات القرن الماضي. كما يؤكد أنصاره أن مستواه الدراسي جامعي وهو يحضر لرسالة دكتوراه 
خلال أحداث يناير 1984 التي شهدتها عدة أقاليم بالمملكة المغربية نتيجة تفاقم الأوضاع الاجتماعية والاقتصادية، نتج عنها ملاحقته قضائيا، وكانت التهمة هي تمزيق العلم المغربي، فلجأ إلى العمل السياسي السري على امتداد خمس سنوات.
توجه لطلب العيش بين فاس والرباط، حيث كان يبيع الورق.
سنة 1989 تم صدور قرار العفو الملكي عن معظم المعتقلين السياسيين، وضمنهم إلياس العماري المحكوم غيابيا. قام بتأسيس جمعية ضحايا الغازات السامة بالريف لتسليط الضوء وإثارة الانتباه إلى الانتهاكات الجسيمة لمرحلة الإستعمار الإسباني بمنطقة الريف.
وستتغير حياة العماري كثيرا حين نسج خيوطا قوية مع الصحافيين، فقدمه عزيز كوكاس لفؤاد عالي الهمة؛ كاتب الدولة في الداخلية زمن إدريس البصري.
حظي بتعيينين ملكيين من الملك محمد السادس، بالمعهد الملكي للثقافة الأمازيغية، والهيئة العليا للاتصال السمعي البصري

### حركة لكل الديموقراطيين
أسس في تسعينيات القرن العشرين «التجمع الديمقراطي»، جمعَ عددا من اليساريين من مُختلف مناطق المغرب، كان بداية لتأسيس تنظيم يساري سيؤسس أول منشور رسمي له، سُمي «المواطن»، التي لم يُكتب لها النجاح وقامت الداخلية بالحجز عليها بعد نشر رسالة من مُعتقلي تازمامارت السري، قامت بتسريبها زوجة «الرايس». استقطب في تنظيمه الجديد، أبرز الوجوه التي كونت الحركة، من عالم المال والسياسة وبعض من مثقفي السجون في عهد الملك الحسن الثاني. وصف العماري هذه الحركة ب«أنها مشروع مجتمعي مُستقل لكنه يتقاطع مع الدولة، والهمة جزء من الدولة»، مُعتبراً التقاطع مع الدولة، «لا يعني أن التغيير يأتي بالضرورة عبر المخزن، بل نحنُ لم نؤمن أبداً بالمخزن ولم يُؤمن بنا...فالسياسة خالية من الإيمان عكس الايديولوجية...نصٌ مسرحي فيه فصولٌ ومشاهد تتغير بتغير الظروف». عرفت هذه الحركة اهتمام اعلامي كبير، وظل قادتها يُهدئون الجميع بأنه ليس في نيتهم تأسيس حزب سياسي، وأن ذلك لن يحصل، حتى تمخض عن نشأة هذه الحركة، ميلاد حزب الأصالة والمعاصرة. وجال إلياس العماري حول المغرب للتعريف بهذا لبحزب الجديد، خاصة بالريف والشمال عموما إضافة إلى الصحراء.
سنة 2015 ترشح الياس العماري وحيدا من دون منافسين بإحدى الدوائر الانتخابية بدوار أمنود جماعة النكور، حيث يوجد مكتب التصويت بمحاذاة المسجد حيث كان يؤم والده المصلين. وتمكن من الفوز باصوات 185 ناخب من اصل 300 المسجلين في الائحة، كما ترشح وكيلا للائحة الأصالة والمعاصرة في اللانتخابات الجهوية بدائرة الحسيمة ومكن حزبه من حصد أربعة مقاعد من اصل ثمانية. وتوج على اثرها بمنصب رئيس مجلس جهة طنجة تطوان الحسيمة، التي كانت أول انتخابات جهوية تجري بعد تعديلات إدارية منحت الجهات صلاحياتٍ مهمة في إطارِ توجه المغرب إلى تطبيق الجهوية الموسعة.

### مطالبته بتقنين القنب الهندي
يدعو إلياس لعماري بأن يتم سن قوانين لجعل زراعة القنب الهندي أو ما يعرف محليا بالكيف مسموحة وإدخالها في صناعة الأدوية حيث قدم مشروع قانون في هذا الإتجاه وقام بعقد مؤتمر دولي لدراسة ومناقشة إمكانيات جعل النبتة المحظورة مسموحة قانونا واجه على إثرها انتقادات من طرف الأحزاب والجمعيات التي تحارب تجارة المخدرات 

## انتقادات
قام جدال سياسي حاد دار حول مصادر تمويل الحزب الذي يترأسه والحملات الإتخابية التي قام بها في المغرب رغم أن السلطات الحكومية في المملكة المغربية لم تفتح أي ملف قضية حول إلياس لعماري
حيث إتهمته الكثير من الجهات الصحفية والسياسية بالاتجار بالمخدرات. حيث وجه حميد شباط ضده تهمة الانتماء لشبكة تتاجر في المخدرات الصلبة الكوكايين، وطالب بفتح تحقيق معه.
واتهمه رشيد نيني بتسخير «متوحش» لأجهزة الأمن والمخابرات والقضاء لإقصاء وابتزاز موظفين حكوميين يعملون بجدية للقضاء على تجارة المخدرات.
في فبراير 2015 أطلق رئيس الحكومة بنكيران أوصافا قاسية بحق إلياس العماري، حيث شبهه بزعماء المافيا وليس بالسياسيين النظيفين، واسترسل بأنه «لا ينبغي لأي صعلوك، مشبوه بالإجرام أن يخوفنا اليوم، نحن لا نخاف، وحتى إذا خفنا فإننا نغالب خوفنا».